# سرفروش (فیلم ۱۹۹۹)
غیرت (به هندی: Sarfarosh) یا سرفروش فیلمی محصول سال ۱۹۹۹ و به کارگردانی جان متیو ماتان است. در این فیلم بازیگرانی همچون عامر خان، نصیرالدین شاه، سونالی بندره، شیروالبه ویس، موکش ریشی، نوازالدین صدیقی، آکیلندرا میشرا ایفای نقش کرده‌اند.